# Campeonato Panamericano de Taekwondo de 1982
El II Campeonato Panamericano de Taekwondo se celebró en Ponce (Puerto Rico) en 1982 bajo la organización de la Unión Panamericana de Taekwondo.
En total se disputaron en este deporte dieciséis pruebas diferentes, diez masculinas y seis femeninas.

## Resultados

### Masculino
| Evento | Oro                                           | Plata                                  | Bronce                                                                             |
| ------ | --------------------------------------------- | -------------------------------------- | ---------------------------------------------------------------------------------- |
| –48 kg | Dae-Sung Lee Estados Unidos                   | José Delgado · Venezuela               | José Santiago Puerto Rico                                                          |
| –52 kg | Fernando Celada Cruz · México                 | Mario Lora · Colombia                  | Juan Rosario · Puerto Rico · Ruperto Meléndez · Venezuela                          |
| –56 kg | Óscar Aguilar · México                        | Francisco Jerson Antillas Neerlandesas | Johnny Bermúdez · Venezuela · Doug Lewis · Estados Unidos                          |
| –60 kg | Gustavo Sanciprián · México                   | Greg Baker Estados Unidos              | Gerardo González · Venezuela · Francisco Nieves · Puerto Rico                      |
| –64 kg | Thomas Marshall Estados Unidos                | Guillermo Velecillo · Venezuela        | Francisco Efrain Antillas Neerlandesas Gerardo Salto Honduras                      |
| –68 kg | Alfonso Qahhaar Estados Unidos                | Rómulo Salamanca · Colombia            | Genneth Wespel Antillas Neerlandesas Vernon Connors Islas Vírgenes Estadounidenses |
| –73 kg | Karen Jahar Estados Unidos                    | Reynaldo Fontulac · Colombia           | Freddy Núñez Honduras Roy Tujeeh Antillas Neerlandesas                             |
| –78 kg | Javier Mayén Mena · México                    | Richard Jaydes Warwick Estados Unidos  | Jesús Fuenmayor · Venezuela · John Rouse · Antillas Neerlandesas                   |
| –84 kg | Scott Miranti Estados Unidos                  | Luis Várguez Puerto Rico               | Roberto Núñez · Colombia                                                           |
| +84 kg | Robert Fellner Islas Vírgenes Estadounidenses | Kim Royce Estados Unidos               | Fidas Benavides · Colombia · Pablo Torres · Venezuela                              |

### Femenino
| Evento | Oro                                    | Plata                                      | Bronce                                          |
| ------ | -------------------------------------- | ------------------------------------------ | ----------------------------------------------- |
| –44 kg | Yadira Villegas · Venezuela            | Cheryl Kalamor Estados Unidos              | Sonia Rodríguez Puerto Rico                     |
| –48 kg | Sunny Graf Estados Unidos              | Samantha Parra · Venezuela                 | Jackelin Cruzado Puerto Rico                    |
| –52 kg | Romina de Lannoy Antillas Neerlandesas | Terece Stan Islas Vírgenes Estadounidenses | —                                               |
| –57 kg | Krestine Hamilton Estados Unidos       | —                                          | —                                               |
| –62 kg | Eva Marie Suriel Antillas Neerlandesas | Gail Hinshaw Estados Unidos                | Kathleen Whently Islas Vírgenes Estadounidenses |
| +67 kg | Lynette Love Estados Unidos            | Rebecca Yahasg Puerto Rico                 | —                                               |

## Medallero
| Núm. | País                           | Oro | Plata | Bronce | Total |
| ---- | ------------------------------ | --- | ----- | ------ | ----- |
| 1    | Estados Unidos                 | 8   | 5     | 1      | 14    |
| 2    | México                         | 4   | 0     | 0      | 4     |
| 3    | Antillas Neerlandesas          | 2   | 1     | 4      | 7     |
| 4    | Venezuela                      | 1   | 3     | 5      | 9     |
| 5    | Islas Vírgenes Estadounidenses | 1   | 1     | 2      | 4     |
| 6    | Colombia                       | 0   | 3     | 2      | 5     |
| 7    | Puerto Rico                    | 0   | 2     | 5      | 7     |
| 8    | Honduras                       | 0   | 0     | 2      | 2     |
|      | TOTAL                          | 16  | 15    | 21     | 52    |